# Escut de Bellvei
L'escut oficial de Bellvei té el següent blasonament:
Escut caironat quarterat en sautor: 1r i 4t d'argent; 2n i 3r de gules; ressaltant sobre el tot una torre d'or tancada de gules. Per timbre una corona mural de poble.

## Història
Va ser aprovat el 27 d'agost de 1990.

Armes de Bernat de Bellvei

S'hi veu la torre de Tedbert (segle xi), que va donar origen al poble. El quarterat en sautor d'argent i de gules són les armes dels Bellvei, senyors de la torre esmentada.